# Tour de Thuringe
Pour les articles homonymes, voir Thuringe (homonymie).
Le Tour de Thuringe (en allemand : Internationale Thüringen Rundfahrt) est une course par étapes allemande, organisée entre 1976 et 2013. La course est initialement réservée aux cyclistes amateurs. Elle est par la suite courue par les cyclistes espoirs, de moins de 23 ans. Avant sa disparition, l'épreuve fait partie de l'UCI Europe Tour dans la catégorie 2.2U et propose l'un des plateaux espoirs les plus relevés de la saison.
Le  Tour de Thuringe est organisée jusqu'en 2013 par TeamSpirit GmbH sous la direction de Jörg Werner. Après le retrait de Werner, le Tour de Thuringe disparaît du calendrier.
Il existe également un Tour de Thuringe féminin.

## Palmarès
| Année | Vainqueur             | Deuxième              | Troisième            |
| ----- | --------------------- | --------------------- | -------------------- |
| 1976  | Joachim Vogel         | Bernd Fischer         | Ladislav Heller      |
| 1977  | Andreas Neuer         | Peter Koch            | Michael Schiffner    |
| 1978  | Norbert Dürpisch      | Joachim Hentzen       | Detlef Kletzin       |
| 1979  | Hans-Joachim Hartnick | Andreas Petermann     | Bernd Drogan         |
| 1980  | Andreas Petermann     | Olaf Ludwig           | Thomas Barth         |
| 1981  | Andreas Petermann     | Detlef Macha          | Bodo Straubel        |
| 1982  | Uwe Raab              | Hardy Gröger          | Matthias Lendt       |
| 1983  | Mario Hernig          | Uwe Ampler            | Dan Radtke           |
| 1984  | Matthias Lendt        | Harald Wolf           | Bodo Straubel        |
| 1985  | Uwe Ampler            | Andreas Lux           | Lutz Lötzsch         |
| 1986  | Uwe Ampler            | Matthias Lendt        | Hardy Gröger         |
| 1987  | Uwe Ampler            | Jens Heppner          | Matthias Lendt       |
| 1988  | Olaf Ludwig           | Jan Schur             | Stephan Gottschling  |
| 1989  | Steffen Rein          | Thomas Barth          | Uwe Raab             |
| 1990  | Bert Dietz            | Falk Boden            | Frank Khün           |
| 1991  | non disputé           |                       |                      |
| 1992  | Bert Dietz            | Jörn Reuss            | Achmed Wolke         |
| 1993  | Ralf Schmidt          | Alexander Kastenhuber | Steffen Uslar        |
| 1994  | Steffen Uslar         | Jens Zemke            | Thomas Liese         |
| 1995  | Steffen Blochwitz     | Josef Holzmann        | Timo Scholz          |
| 1996  | Michael Schlickum     | Thomas Liese          | Martin Müller        |
| 1997  | Timo Scholz           | Thomas Liese          | Ronny Lauke          |
| 1998  | Lars Teutenberg       | Thomas Liese          | Stephan Schreck      |
| 1999  | Stephan Schreck       | Gerhard Trampusch     | Jamie Burrow         |
| 2000  | Patrik Sinkewitz      | Mathias Jelitto       | Ronny Scholz         |
| 2001  | Christian Pfannberger | Mart Louwers          | Ronald Mutsaars      |
| 2002  | Pieter Weening        | Christian Knees       | Thomas Ziegler       |
| 2003  | Joost Posthuma        | Bernhard Kohl         | Pieter Weening       |
| 2004  | Thomas Dekker         | Rory Sutherland       | Marc de Maar         |
| 2005  | Kai Reus              | Luigi Sestili         | Miha Švab            |
| 2006  | Tony Martin           | William Walker        | Edvald Boasson Hagen |
| 2007  | Mathias Frank         | Tony Martin           | Mathias Belka        |
| 2008  | Patrick Gretsch       | Martin Reimer         | Tony Gallopin        |
| 2009  | Stefan Denifl         | Steven Kruijswijk     | Jack Bobridge        |
| 2010  | John Degenkolb        | Timothy Roe           | Rohan Dennis         |
| 2011  | Wilco Kelderman       | Jakob Steigmiller     | Tom Dumoulin         |
| 2012  | Rohan Dennis          | Johan Le Bon          | Marc Goos            |
| 2013  | Dylan van Baarle      | Lasse Norman Hansen   | Damien Howson        |